# Демир Хотић
Демир Хотић (Босански Нови, 9. јул 1962) бивши је југословенски фудбалер, након завршетка играчке каријере ради као фудбалски тренер.

## Спортска каријера

### Играч
Поникао је у млађим категоријама фудбалског клуба Слобода Босански Нови. Затим је прешао у немачке нижелигаше ТуС Гересхајм и ПСВ Борусија Диселдорф. Играо је на позицији нападача у сениорском тиму Фортуне Диселдорф и Унион Солинген, пре него што је одиграо сезону 1988/89. за Штутгартер Кикерс. Одатле се преселио у Штутгарт где је играо пола године, пре него што га је Карл-Хајнц Фелдкамп одвео у зимском прелазном року у Кајзерслаутерн (1989/90). Тамо је остварио свој најуспешнији период у играчкој каријери. Допринео је освајању Купа Немачке у сезони 1989/90. и немачке Бундеслиге 1991. године. Његова најзначајнија утакмица на евросцени је била 6. новембра 1991. у другом колу Купа европских шампиона. Постигао је два гола у победи Кајзерслаутерна од 3:1 над шпанском Барселоном. Ипак Барселона је прошла даље победом на свом терену 2:0 и по правилу о више голова постигнутих у гостима. Хотић је остао до 1993. године у Кајзерслаутерну, а каријеру је наставио у турском Фенербахчеу. Са мањим успехом је играо још у Штутгартер Кикерсу и Ивердон Спорту, где је окончао професионалну каријеру 1995. године. Хотић је у Немачкој одиграо 134 утакмице у Бундеслиги и постигао 36 голова. Поред тога, постигао је 46 голова у 197 утакмица у Другој Бундеслиги.

### Тренер
Хотић је радио од 1996. до 1999. године као тренер у немачком фудбалском клубу Ворматија Вормс. После кратког тренирања млађих категорија Кајзерслаутерна, преселио се у Ајнтрахт Бад Кројцнах. Затим је био тренер Диселдорфа у периоду од 2002. до 2005. године. Од краја септембра 2007. до јуна 2008. године Хотић је радио као помоћни тренер турског прволигаша Генчлербирлиги из Анкаре.
Од јануара 2009, пола године је био на месту тренера у фудбалском клубу Жељезничар Сарајево. Током 2010. године крако је био тренер Вележа из Мостара. Након тога се вратио у Немачку, тренирао је клубове Борусију из Нојнкирхена и ВФЛ 07 Нојштат из Нојштат ан дер Вајнштрасеа.

## Трофеји
Штутгартер Кикерс
- Друга Бундеслига (1): 1988/89.

Кајзерслаутерн
- Бундеслига (1): 1990/91.
- Куп Немачке (1): 1989/90.

## Приватно
Његов сестрић је некадашњи немачки професионални фудбалер Мустафа Кучуковић, који је такође родом из Новог Града.